# 科西嘉鳳蝶
科西嘉鳳蝶（学名：Papilio hospiton）是法國及義大利的一種鳳蝶。牠們呈黑色及黃色，翼展6-7厘米。牠們的幼蟲主要吃大阿魏及科西嘉芸香。

## 保育狀況
其被列為《瀕危野生動植物種國際貿易公約》（CITES）附錄二的物種，被限制出口及貿易。